# Rupt
Rupt település Franciaországban, Haute-Marne megyében. Lakosainak száma 351 fő (2022. január 1.). Rupt Fronville, Joinville és Saint-Urbain-Maconcourt községekkel határos.

## Népesség
A település népessége az elmúlt években az alábbi módon változott:
| Lakosok száma | 252  | 338  | 315  | 302  | 335  | 331  | 338  | 343  | 345  | 351  |
|               | 1968 | 1982 | 1990 | 2006 | 2013 | 2015 | 2017 | 2019 | 2020 | 2022 |